# 6·27 부동산 대책
6.27 부동산 대책은 2025년 6월 27일 이재명 정부가 대한민국 부동산, 그 중에서도 수도권의 집값을 잡기 위해 내놓은 부동산 대책이다. 2025년 6월 넷째 주 서울 일대 아파트 매매 가격이 크게 급등하자, 대한민국 정부는 긴급 가계부채 점검 회의를 열어 관계 부처 및 담당 기관과 논의하여 긴급 방안을 내놓았다. 이 대책은 이재명 정부의 첫 부동산 대책으로, 초고강도 대출 규제에 초점을 맞춘 금융 중심의 대책이라는 평가를 받는다. 이는 소득이나 주택 가격과 무관하게 적용되는 전례 없는 규제로, 대출을 통한 고가 주택 매입을 어렵게 하는 조치이다. 부동산 대책이 발표된 이후, 정부는 추가적으로 은행의 대출 규모를 점검하고 규제에 대한 추가 정책을 내놓겠다고 발표했다. 
이번 대책을 통해 서울 아파트값은 하락세로 돌아섰다. 그러나 부동산 시장 전체에 영향을 미쳤는지는 2025년 하반기 부동산 실적을 봐야 한다는 지적이 있다. 또한, 내 집 마련을 위한 실질적인 보완 정책이 필요하다는 의견도 있다. 일부 전문가들은 이번 대책이 단기적인 시장 안정에는 기여할 수 있으나, 장기적인 공급 부족 문제 해결을 위한 공급 대책이 병행되어야 한다고 지적한다.

## 관리 방안
- 주택담보대출 한도 제한: 수도권 및 규제지역 내 주택 구입 목적의 주택담보대출(주담대) 한도가 최대 6억 원으로 제한된다.[1]
- 다주택자 대출 전면 금지: 수도권 및 규제지역 내 2주택 이상 보유자의 추가 주택 구입 목적 주담대가 전면 금지된다. 1주택자 또한 기존 주택을 6개월 이내 처분하는 조건 하에서만 신규 주담대를 받을 수 있다.[3] 이는 사실상 갭투자를 차단하려는 목적이다.[3]
- 실거주 의무 부과: 주담대 실행 후 6개월 이내 전입 의무가 부과되며, 이를 위반할 경우 대출금이 회수되고 향후 3년간 주택 관련 대출이 제한된다.[3]
- 생애최초 주택구입자 규제 강화: 생애최초 주택구입자에 대한 LTV (주택담보인정비율)가 기존 80%에서 70%로 하향 조정되며, 주담대 한도 6억 원 제한 및 6개월 내 전입 의무가 부과된다.
- 생활안정자금 목적 주담대 제한: 수도권 및 규제지역에서 생활안정자금 목적 주담대 한도가 최대 1억 원으로 축소되며, 2주택 이상 보유 시 해당 대출이 불가하다.
- 전세대출 및 신용대출 규제 도입: '소유권 이전 조건부 전세대출'이 금지되고, 신용대출 한도가 연소득 이내로 제한된다. 전세대출 보증비율도 기존 90%에서 80%로 축소된다.
- 가계대출 총량 관리 강화: 금융권 자체 대출(시중은행 주택담보대출)은 2025년 7월부터 당초 계획 대비 50% 절반 감축되며, 디딤돌대출, 버팀목전세자금대출, 보금자리론 등 정책대출은 연간 공급 계획 대비 25% 감축된다.

## 참고

### 내용주

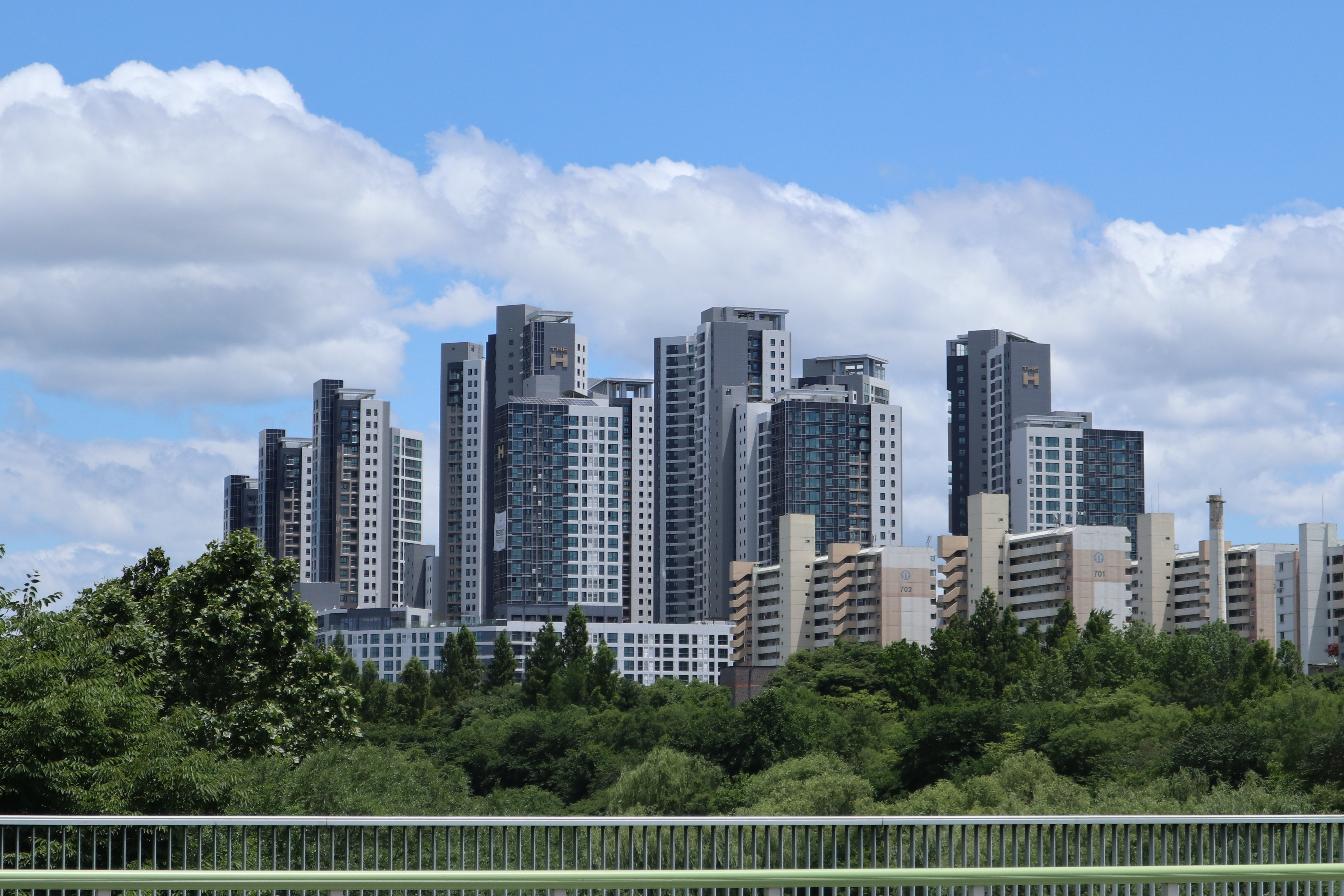
부동산 대책의 주요 대상지로 추측되는 서울특별시 강남구 개포동.

1. ↑  6.27 대책, 6.27 방안이라고 불리기도 한다.